# 賈坎德解放陣線
賈坎德解放陣線（Jharkhand Mukti Morcha，缩写为JMM）是印度賈坎德邦的地区政黨，於1972年由比诺德·比哈里·马哈托成立，選舉標誌為弓箭，在本屆印度人民院（第十七屆，於2019年大選選出）中佔有一個席位。除賈坎德邦外，此政黨在相鄰的奧里薩邦等邦也具一定影響力。
此政黨的成立日（11月15日）為十九世紀末年反抗英國殖民統治的賈坎德戰士比爾薩·蒙達的生日，賈坎德邦亦是於2000年的此日正式成立。

## 首席部長
以下列出曾任賈坎德邦首席部長的賈坎德解放陣線成員：
|      | 首席部長    | 圖像           | 任期          | 任期           | 任期       | 屆數         | 選區       |
| 開始 | 首席部長    | 圖像           | 結束          | 天數           |            | 屆數         | 選區       |
| ---- | ----------- | -------------- | ------------- | -------------- | ---------- | ------------ | ---------- |
| 1    | 希布·索伦   |                | 2005年3月2日  | 2005年3月12日  | 308天      | 第二屆       |            |
| 1    | 希布·索伦   | 2008年8月27日  | 2009年1月19日 |                | 308天      | 第二屆       |            |
| 1    | 希布·索伦   | 2009年12月30日 | 2010年6月1日  | 第三屆         | 308天      |              |            |
|      |             |                |               |                |            |              |            |
| 2    | 赫曼特·索伦 |                | 2013年7月13日 | 2014年12月28日 | 1年又168天 | 第三屆       | 杜姆卡選區 |
| 2    | 赫曼特·索伦 | 2019年12月29日 | 現任          | 5岁75天        | 第五屆     | 巴爾哈特選區 |            |